# Birkat Hamazon

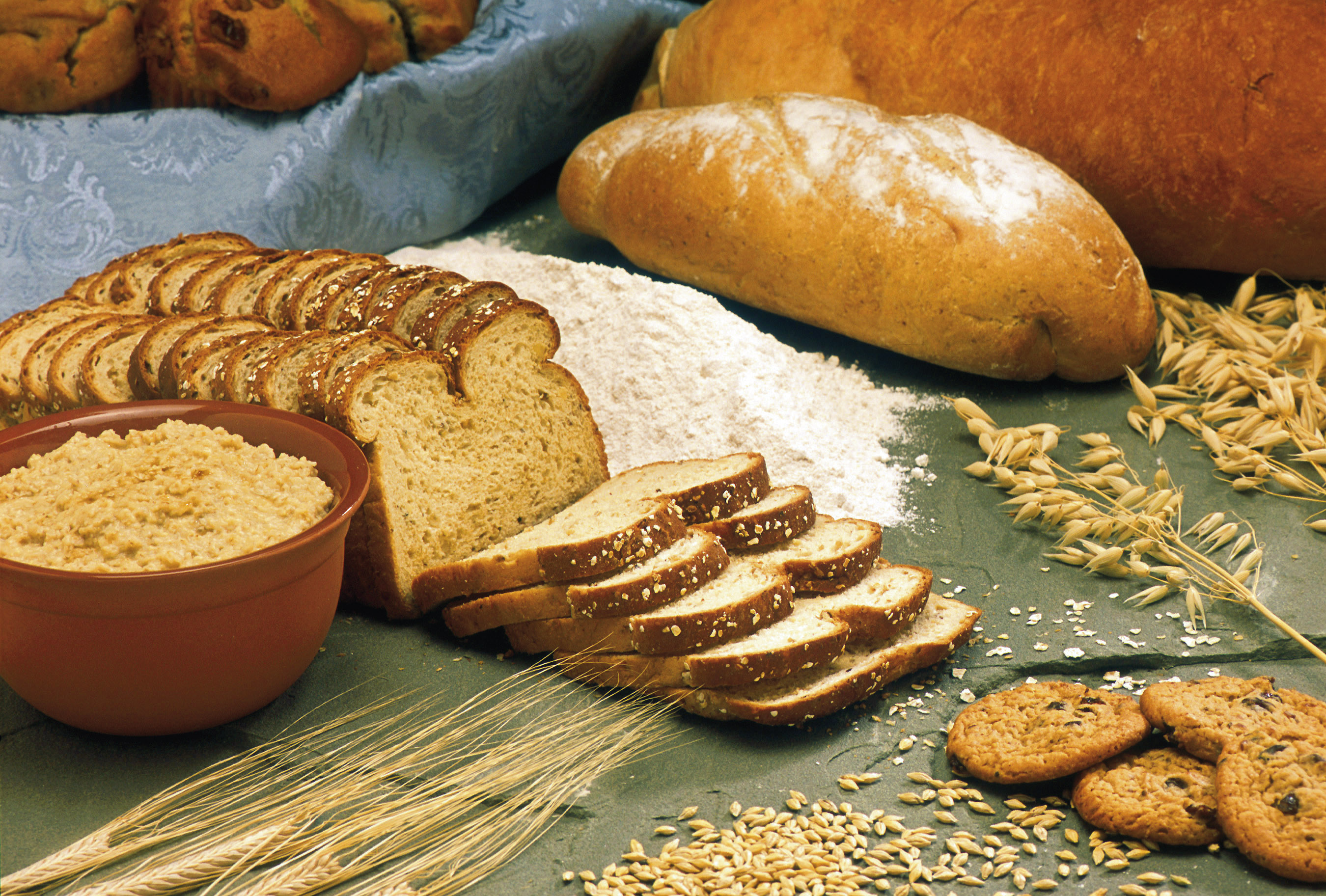
Birkat Hamazon viene recitata dopo aver consumato un pasto con pane.

Birkat Hamazon o Birkath Hammazon, (ebraico: ברכת המזון - Benedizione del nutrimento), nota in Italia come Preghiera dopo i pasti, (yiddish: בענטשן, bentshn o "benedire"), sono un gruppo di benedizioni ebraiche prescritte dalla Halakhah (Legge ebraica) da recitarsi dopo i pasti che includono pane o matzah fatti di uno o più composti di farina, orzo, segala, avena, farro. È ancora in discussione, da parte dei rabbini, se la birkat hamazon debba essere recitata dopo aver consumato altri cibi con contenuti farinosi, tipo la pizza.
La Birkat hamazon viene letta o cantata dopo i normali pasti ed in speciali occasioni come lo Shabbat e le Festività ebraiche. La benedizione viene riportata in quasi tutti i libri di preghiera (Siddur) e soventemente stampata in vari stile artistici su libretti chiamati birchon in ebraico o bentcher in yiddish..

## Origine

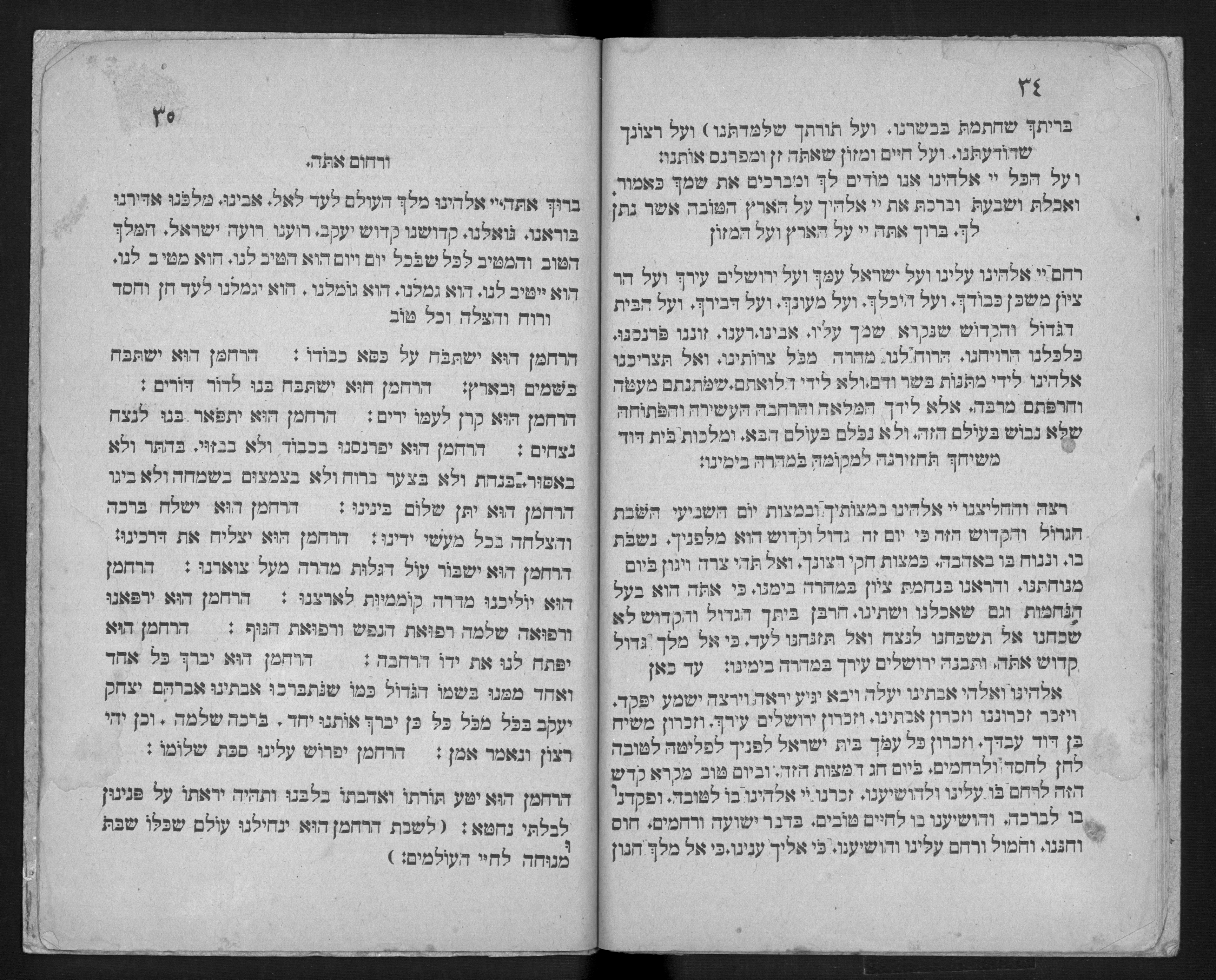
Estratto di una Birkat haMazon secondo il rito mizrahi da una Haggadah egiziana

L'abitudine ebraica a benedire e ringraziare Dio per il cibo ricevuto risale al Patriarca ebreo Avraham: fatti quattro accessi alla sua tenda per l'ospitalità e diffondere il culto e la fede in Dio, dopo aver consumato con i suoi ospiti pietanze da tutti apprezzate, li invitava a benedirLo infatti, qualora essi avessero rifiutato, diceva loro che avrebbe desiderato 10 monete d'oro per il pane, dieci per il vino e dieci per altro cosicché al loro stupore per il prezzo eccessivo egli rispondeva dicendo che quel prezzo corrispondeva a quelle delizie difficilmente reperibili nel deserto, quindi poi essi accettavano Dio e Lo ringraziavano.

## Fonti e testi
La fonte biblica che specifica il requisito di dire birkat hamazon è il Deuteronomio 8:10 "Mangerai dunque a sazietà e benedirai il SIGNORE Dio tuo a causa del paese fertile che ti avrà dato."
Birkat hamazon è composta da quattro benedizioni. Le prime tre benedizioni si considerano richieste dalla Legge biblica.
1. Il cibo: benedizione di ringraziamento del cibo, tradizionalmente composta da Mosè in gratitudine per la manna che il popolo ebraico mangió nel deserto durante l'Esodo dall'Egitto.
2. La terra: benedizione di ringraziamento per la Terra di Israele, infatti attribuita a Giosuè dopo aver guidato il suo popolo dentro Israele.
3. Gerusalemme: riguarda Gerusalemme ed è attribuita a David, che la stabilì quale capitale di Israele, e a Re Salomone che costruì il Tempio di Gerusalemme.
4. La bontà di Dio: benedizione di ringraziamento per la bontà divina, scritta da Rabban Gamliel a Yavne. La necessità di recitare questa benedizione è consideratao un obbligo rabbinico.

Dopo queste quattro benedizioni ci sono altre brevi preghiere: ognuna inizia con la parola Harachaman ("Misericordioso" o "Clementissimo") come supplica per la compassione di Dio.
Esistono parecchi testi della birkat hamazon. Il più noto è quello ashkenazita. Ci sono anche quelli sefarditi, yemeniti e italiani. Tutti i testi seguono la succitata struttura ma le parole variano. In particolare la versione italiana mantiene l'antica tradizione di iniziare il paragrafo inserito per lo Shabbat con Nachamenu. Esiste poi una versione attribuita all'Arizal.

### Salmi preliminari
Salmi 126, Shir Hama'alot (Canto delle ascensioni), che esprime la speranza ebraica di ritorno a Sion dopo la redenzione finale, è ampiamente recitato dagli ebrei aschenaziti prima di birkat hamazon durante Shabbat, le festività ebraiche e altri giorni quando la preghiera penitenziale Tachanun non è recitata. Ciò è spesso seguito dalla recitazione di quattro altre righe di quattro altri Salmi, (145:21,115:18,118:1,106:2), noti come Tehillat Hashem (Lode di Dio). Meno comune è la recitazione durante la settimana del Salmi 137, Al Naharot Babilonia (Sui fiumi di Babilonia), che descrive le reazioni degli ebrei in esilio come sarebbero stati espressi durante la cattività babilonese (cfr. Mishnah Berurah che cita la Shelah). Gli ebrei spagnoli e portoghesi precedono Birkat HaMazon con Ein Keloheinu durante lo Shabbat e le feste.

### Festività
Ulteriori sezioni vengono aggiunte in occasioni speciali. Durante le festività ebraiche, il paragrafo ya'aleh ve-Yavo è aggiunto e nello Shabbat il paragrafo retzei viene recitato. Durante Hanukkah e Purim si aggiunge al ha-Nissim.  Alcune comunità sioniste religiose aggiungono anche certe versioni di "al Ha-Nissim" durante Yom HaAtzmaut e Yom Yerushalayim (Festa di Gerusalemme).

### Sheva Brachot
Quando birkat hamazon ha luogo durante la Sheva Brachot (sette benedizioni) a seguito di un tradizionale matrimonio ebraico, linee di apertura speciali che riflettono la gioia di questa occasione sono aggiunte allo zimmun (invito alla grazia) che inizia con Dévai Haser. A conclusione di birkat hamazon, altre sette benedizioni speciali vengono recitate.

### Brit milah
Al birkat hamazon che conclude il pasto di celebrazione (Seudat mitzvah) di una brit milah (circoncisione rituale), si aggiungono altri passi introduttivi, noti come Nodeh Leshimcha, all'inizio e preghiere speciali ha-Rachaman vengono inserite.

## Zimmun
Secondo la Halakhah, quando un minimo di tre uomini mangiano pane come parte di una cena insieme, costoro sono obbligati a formare un mezuman (un "raduno preparato"), con l'aggiunta di qualche parola introduttiva con cui uno degli uomini "invita" gli altri a unirglisi in birkat hamazon. (Questo invito è detto zimmun). Quando i presenti al pasto formano un minian (il quorum di dieci uomini ebrei adulti) ci sono ulteriori aggiunte all'invito. Un Zimmun di 10 è chiamato Zimmun B'Shem.
Anche se il Talmud afferma che le donne sono obbligate a dire birkat hamazon e che, pertanto, tre donne possono costituire uno zimmun e condurlo (Berachot 45b), le autorità successive, come Maimonide e la Mishnah Berurah, dichiararono che le donne erano esenti dal condurre uno zimmun per il fatto che le donne non erano di solito sufficientemente istruite per sapere come celebrarlo. Un certo numero di autorità moderne ortodosse hanno dichiarato che a causa dei miglioramenti nell'istruzione religiosa delle donne, ora possono farlo e alcuni addirittura affermano che ora ne sono obbligate. Di conseguenza, le donne che formano uno zimmun e conducono il birkat Hamazon sono diventate sempre più comuni nei moderni ambienti ortodossi. Tali autorità non sono d'accordo, tuttavia, sull'opportunità di donne che conducono uno zimmun in presenza di uomini (o di tre uomini). Una minoranza di autorità ortodosse moderne, citando autorità precedenti tra cui Meiri, Sefer HaMeorot e lo Shiltei HaGibborim, sostengono inoltre che dieci donne possano (o debbano) costituire un minian allo scopo di dire Zimmun B'Shem per birkat hamazon. A differenza degli ebrei conservatori o dei riformati, anche quelle autorità ortodosse che sostengono che le donne possono formare uno zimmun, sostengono però che non può essere formato da una combinazione mista di uomini e donne.

### Grandi raduni

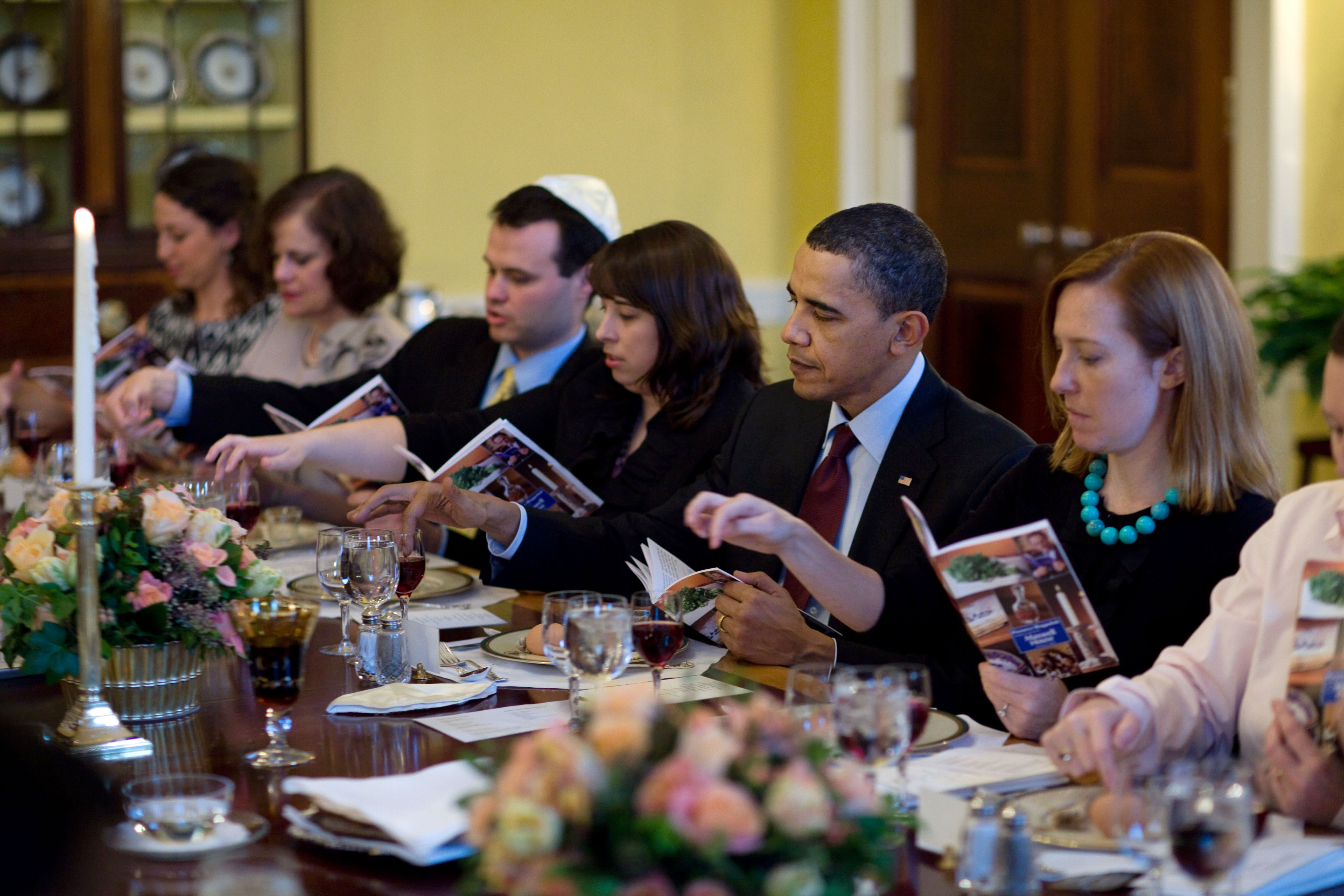
Il Presidente degli Stati Uniti Barack Obama e famiglia segnano l'inizio della Pesach con un Seder tra amici e colleghi alla Casa Bianca, 29 marzo 2010

Secondo un parere del Talmud (Berakhot 49b), ci sono versioni speciali dello zimmun se birkat hamazon viene detto da almeno cento, mille o diecimila persone sedute ad un pasto. Quando un centinaio sono presenti, il capo del gruppo dice "Beato è HaShem il nostro Dio, grazie al Quale abbiamo mangiato e della Cui bontà abbiamo vissuto", e il gruppo risponde "Beato è HaShem il nostro Dio, grazie al Quale abbiamo mangiato e della Cui bontà abbiamo vissuto." Quando un migliaio sono presenti, il leader del Zimmun dice: "Benediciamo HaShem nostro Dio, Dio di Israele, grazie al Quale abbiamo mangiato, e della cui bontà abbiamo vissuto", e la folla risponde: "Beato HaShem nostro Dio, Dio di Israele, grazie al Quale abbiamo mangiato, e della cui bontà abbiamo vissuto." Quando sono presenti almeno diecimila persone, il leader del zimmun dice: "Benediciamo Hashem nostro Dio, Dio di Israele, che dimora tra i cherubini, grazie al Quale abbiamo mangiato e della cui bontà abbiamo vissuto", e la moltitudine risponde: "Benedetto Hashem nostro Dio, Dio di Israele, che dimora fra i cherubini, grazie al Quale abbiamo mangiato e della cui bontà abbiamo vissuto."
Nessuna di queste variazioni è mai utilizzata nella pratica: i codici prevedono che l'unica variazione sia l'aggiunta di Eloheinu (il nostro Dio) quando il numero raggiunge o supera i dieci.

### Coppa della Benedizione
È consuetudine per la persona che conduce lo zimmun recitare le benedizioni davanti ad una tazza di vino denominato kos shel beracha (calice della benedizione). Anche se fatto a volte durante i pasti normali, è più comunemente fatto di Shabbat e nelle festività ebraiche, e quasi universalmente recitato a pasti che celebrano eventi speciali. Nel corso di un Seder di Pesach, la coppa della benedizione è bevuta da tutti i presenti e funziona come la "Terza Coppa". La pratica di una coppa di benedizione è menzionata nel Talmud.

## Mayim Acharonim
Vi è una pratica in molte comunità ortodosse di lavarsi le mani prima di recitare birkat hamazon. Tale pratica è chiamata mayim acharonim (acque finali). Si ritiene che ciò, anche se un chovah (dovere), non è una mitzvah (comandamento), siccome l'osservanza fu istituita per motivi di salute (in particolare, per evitare il pericolo di toccarsi gli occhi con sali nocivi). Un particolare aspersore rituale può essere usato per erogare l'acqua, ma non è obbligatorio. Anche se la pratica si basa su una sentenza registrata nel Talmud, se questa sentenza sia ancora vincolante o no è una questione dibattuta tra le varie comunità ortodosse, visto che la pratica di mangiare con coltelli e forchette sembra rimuoverne la sua ragione pratica. Alcuni la osservano come una Halakhah vincolante, altri come una misura facoltativa e altri non la praticano affatto. Tra quelli che osservano mayim acharonim, la maggioranza semplicemente versa una piccola quantità di acqua sopra le punte delle dita (si noti che secondo la Mishnah Berurah, ciò non soddisfa affatto le condizioni dell'obbligo, ma secondo il Kitzur Shulchan Aruch (43:1), uno "non necessita di lavarsi la mano intera. È sufficiente lavarsi fino alla seconda falange delle dita", mentre una minoranza, di solito ebrei yemeniti o gruppi relativi, si lava fino al polso. Non si deve fare pausa tra il lavaggio e la recitazione di birkat Hamazon.

## Tradizioni
Il Talmud riporta che al tempo della Risurrection dei Morti, si terrà una festa speciale (Seudat Chiyat HaMatim). Abramo, Isacco, Giacobbe, Mosè e Giosuè proclameranno tutti la loro indegnità a celebrare la grazia e la Coppa della Benedizione passerà a Re Davide, che accetterà l'onore.

## Forma abbreviata
Una forma abbreviata viene a volte utilizzata quando manca il tempo. Essa contiene le quattro benedizioni essenziali in una forma leggermente ridotta, con un minor numero di preliminari e integrazioni. Nelle correnti liberali dell'Ebraismo non vi è alcun testo standard da recitare e le usanze variano di conseguenza. Molti ebrei sefarditi, in particolare gli ebrei spagnoli e portoghesi, spesso cantano un inno in spagnolo (non in ladino come si assume comunemente), chiamato Bendigamos, prima o dopo birkat hamazon. Una forma abbreviata aggiuntiva di birkat hamazon in ladino, chiamata Ya Comimos, può anche essere usata.

### Bendigamos
| Castigliano (Spagnolo): | Italiano: |
| Bendigamos Bendigamos al Altísimo, Al Señor que nos crió, Démosle agradecimiento Por los bienes que nos dió. Alabado sea su Santo Nombre, Porque siempre nos apiadó. Load al Señor que es bueno, Que para siempre su merced. Bendigamos al Altísimo, Por su Ley primeramente, Que liga a nuestra raza Con el cielo continuamente, Alabado sea su Santo Nombre, Porque siempre nos apiadó. Load al Senor que es bueno, Que para siempre su merced. Bendigamos al Altísimo, Por el pan segundamente, Y también por los manjares Que comimos juntamente. Pues comimos y bebimos alegremente Su merced nunca nos faltó. Load al Señor que es bueno, Que para siempre su merced. Bendita sea la casa esta, El hogar de su presencia, Donde guardamos su fiesta, Con alegría y permanencia. Alabado sea su Santo Nombre, Porque siempre nos apiadó. Load al Señor que es bueno, Que para siempre su merced. | Benediciamo Benediciamo l'Altissimo Il Signore che ci ha creato, RendiamoGli grazie Per tutto ciò che ci ha dato. Lodato sia il Suo Santo Nome, Poiché sempre di noi ha avuto misericordia. Lodato sia il Signore, perché è buono, E la Sua Misericordia perdura sempre. Benediciamo l'Altissimo Primariamente per la Sua Legge, Che vincola la nostra stirpe Col cielo continuamente, Lodato sia il Suo Santo Nome, Perché ha avuto pietà di noi. Lode al Signore, perché è buono, E la Sua Misericordia è sempiterna. Benediciamo l'Altissimo, Secondamente per il pane E anche per il cibo Che abbiamo consumato insieme. Poiché abbiamo mangiato e bevuto allegramente La Sua Misericordia mai ci è mancata. Lode al Signore, perché è buono, E la sua misericordia è sempiterna. Benedetta sia questa dimora, Il luogo della Sua Presenza, Dove celebriamo la Sua festa, Con gioia e permanenza. Lodato sia il Suo Santo Nome, Perché sempre di noi ha avuto pietà. Lode al Signore, perché è buono, E la Sua Misericordia è infinita. |

Una frase finale viene inseritaalla fine in ebraico, che si ripete due volte:
.הוֹדוּ לַיָי כִּי־טוֹב. כּי לְעוֹלָם חַסְדּוֹ
- "Rendete grazie al Signore, poiché Egli è buono. La Sua Misericordia perdura sempre."

### Ya Comimos
| Ya Comimos (Ladino tradizionale) | Ya Komimos (Ladino moderno) | Abbiamo mangiato (Traduzione italiana) |
| --- | --- | --- |
| Ya comimos y bevimos, y al Dio santo Baruch Hu u-Baruch Shemo bendiximos; que mos dió y mos dará pan para comer, y paños para vestir y años para bivir. El Padre el grande que mande al chico asegun tenemos de menester para muestras cazas y para muestros hijos. El Dio mos oiga y mos aresponda y mos apiade por su nombre el grande, somos almicas sin pecado. Hodu L'Adonai ki tov ki le-olam hasdo. Hodu L'Adonai ki tov ki le-olam hasdo. Siempre mijor, nunca peor, nunca mos manque la meza del Criador. Amen. | Ya komimos, y bevimos, i al Dio santo Baruj Hu u-Baruj Shemo bendishimos; ke mos dio i mos dara pan para komer, i panyos para vestir i anyos para bivir. El Padre el grande ke mande al chico asegun tenemos de menester para muestras cazas i para muestros hijos. El Dio mos oiga i mos aresponda i mos apiade por su nombre el grande, somos almikas sin pekado. Hodu L'Adonai ki tov ki le-olam jasdo. Hodu L'Adonai ki tov ki le-olam jasdo. Siempre mijor, nunka peor, nunka mos manke la meza del Kriador. Amen. | Abbiamo mangiato, e bevuto, e il Santo, Che Sia Benedetto, abbiamo benedetto; che ci ha dato e ci darà pane da consumare, e indumenti da vestire, e anni da vivere. Il Grande Padre che dà ai piccoli, dà a noi le nostre necessità per le nostre dimore e per i nostri figli. Dio ci sente e ci risponde e ha di noi misericordia, per il Suo Grande Nome, noi siamo esili anime senza peccato. Rendiamo grazie al Signore, poiché è buono, poiché la Sua Misericordia permane sempre. Rendiamo grazie al Signore, poiché è buono, e la Sua Misericordia dura per sempre. Sempre meglio, mai peggio, mai deve la mensa del Creatore mancar di nulla per noi. Amen. |